# Vietnam Women's Memorial
Le Vietnam Women's Memorial (en français : « mémorial des femmes du Vietnam ») est un monument statuaire créé par Glenna Goodacre situé à Washington (district de Columbia, États-Unis), dédié aux femmes américaines ayant servi pendant la guerre du Viêt Nam, la plupart étant infirmières.

## Histoire
Ce monument vise à rappeler le rôle des femmes dans ce conflit. Il s'agit d'une statue représentant trois femmes en uniforme avec un soldat blessé. La femme regardant vers le haut est nommée « Hope » (« Espoir » en français), la femme recueillie « Faith » (« Foi »), et la femme soutenant un soldat blessé « Charity » (« Charité »). Il fait partie du Vietnam Veterans Memorial, et est situé sur le National Mall à Washington, à une courte distance au sud du mur, au nord du miroir d'eau du Lincoln Memorial.
La statue est l'œuvre de la sculptrice américaine Glenna Goodacre et a été inaugurée le 11 novembre 1993.
Il existe une copie de la statue à la même échelle, conservée au Vietnam Veterans Memorial State Park à Angel Fire (Nouveau-Mexique).

## Source
- (en) Cet article est partiellement ou en totalité issu de l’article de Wikipédia en anglais intitulé « Vietnam Women's Memorial » (voir la liste des auteurs).